# Claudio Dalla Zuanna
Claudio Dalla Zuanna S.C.I (ur. 7 listopada 1958 w Buenos Aires, w Argentynie) – argentyński duchowny katolicki, pracujący w Mozambiku, arcybiskup Beiry od 2012.

## Życiorys

### Prezbiterat
Święcenia kapłańskie przyjął 23 czerwca 1984 w Zgromadzeniu Księży Najświętszego Serca Jezusowego. Po święceniach przez rok pracował w niższym seminarium we włoskiej Padwie. Od 1985 pracował w Mozambiku, pełniąc funkcje m.in. nauczyciela i mistrza profesów, radnego generalnego oraz (w latach 2009-2012) wikariusza generalnego zakonu.

### Episkopat
29 czerwca 2012 papież Benedykt XVI mianował go arcybiskupem archidiecezji Beira. Sakry biskupiej udzielił mu 7 października 2012 Lucio Andrice Muandula - biskup diecezji Xai-Xai. 29 czerwca 2013 w bazylice św. Piotra na Watykanie odebrał od papieża Franciszka paliusz metropolitalny.